# Copiapoa rupestris
Copiapoa rupestris es una especie de planta suculenta perteneciente al género Copiapoa, dentro de la familia Cactaceae. Es endémica del norte de Chile (concretamente de la región de Antofagasta).

## Descripción
Copiapoa rupestris es una especie de cactus que forma densos montículos de hasta 50 cm de altura y 75 cm de diámetro. La forma de los tallos individuales va de esférica a ligeramente cilíndrica, son de color verde y miden de 5 a 10 cm de diámetro. Presentan el ápice cubierto de lana gris y tienen una raíz larga y dura. 
Presentan de 10 a 17 costillas rectas y obtusas, no son onduladas y tienen una tenue muesca. Sobre ellas se asientan areolas circulares y blancas separadas unas de otras hasta 1 cm de distancia. Tienen espinas rectas o ligeramente curvadas, que aunque inicialmente son de color blanco, rojizo o negruzco, más tarde se vuelven de color gris. Entre ellas se distinguen de 2 a 6 espinas centrales de hasta 5 cm de largo, y unas 10 espinas radiales algo más cortas. 

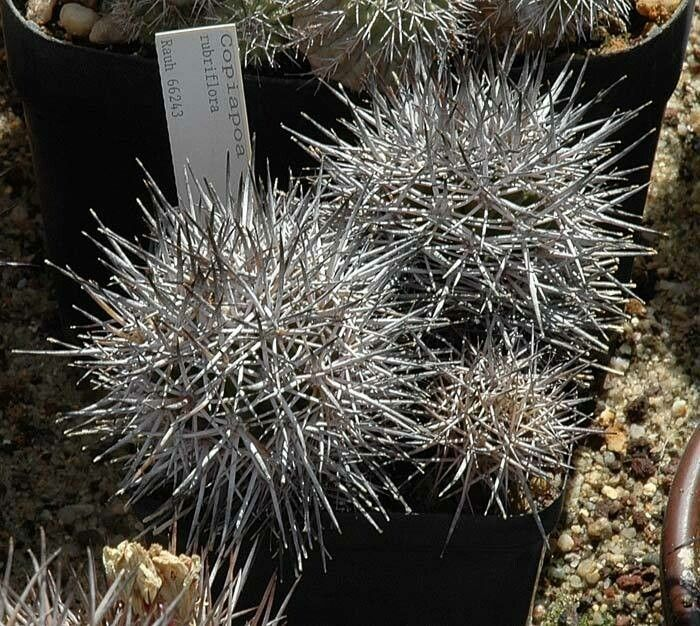
Detalle de las espinas

Las flores miden unos 3 cm de largo, tienen forma de embudo y son de color amarillo o rojizo. Son fragantes (desprenden olor) y tienen el estilo de color rojo o basalmente blanco. El fruto tiene forma ovoide y es de color rojo. En su interior contiene semillas, las cuales son dispersadas principalmente por hormigas.

## Distribución y hábitat

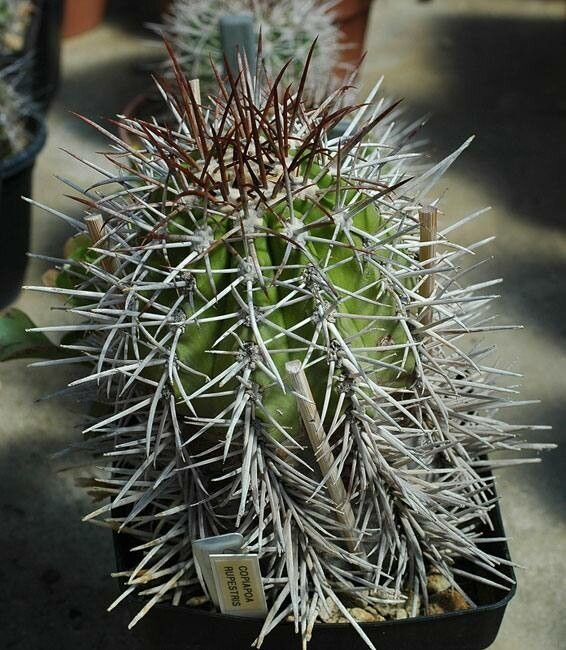
Cultivo en maceta

El área de distribución nativa de esta especie es el norte de Chile (concretamente en la región de Antofagasta) y crece principalmente en biomas desérticos o de matorral seco, entre los 50 y 300 metros de altitud. Se desarrolla a lo largo de la costa rocosa, en terrazas graníticas, en depósitos aluviales y en colinas onduladas.

## Taxonomía
Copiapoa rupestris fue descrita por el botánico alemán Friedrich Ritter y publicada por primera vez en la revista científica Taxon 12: 31 en el año 1963.

Etimología
- Copiapoa: nombre genérico que hace referencia a la ciudad de Copiapó, ubicada en el desierto de Atacama, lugar donde se encuentran la mayoría de las especies de este género.
- rupestris: epíteto específico latino que significa 'que crece en las rocas', haciendo referencia al hábitat de la especie.[4]

## Estado de conservación
En la Lista Roja de Especies Amenazadas de la UICN, la especie está clasificada como “En Peligro (EN)”.
Las principales amenazas que sufre la especie se deben a la recolección ilegal y las sequías prolongadas que resultan de la reducción de la duración de la temporada de camanchaca (niebla costera) debido al cambio climático, ya que esta niebla es la principal fuente de agua para estas plantas. Además se ven afectados por la minería, la construcción de carreteras para el acceso turístico y la actividad militar, incluyendo el tráfico de vehículos pesados.

## Usos
Se cultiva principalmente como planta ornamental y su propagación se realiza a través de semillas.